# Emanuel De Geer (1748–1803)
Emanuel De Geer, född 19 oktober 1748 i Stockholm, död 19 april 1803, var ett svenskt riksråd. 

## Biografi
Han var son till Charles De Geer och Catharina Charlotta Ribbing. De Geer ägnade sig i likhet med brodern, Charles till en början åt den militära banan och utnämndes 1764 till fänrik vid livgardet, men tog avsked redan 1771. Han tjänstgjorde sedermera som kammarherre hos änkedrottning Lovisa Ulrika och förestod någon tid som envoyé den svenska beskickningen i Haag, men hemkallades 1786 som riksråd. Han visade sig därvid som en karaktärsfast och rättsinnad man, och gjorde sin mening gällande gentemot Gustav III och inskred mot pastoratshandeln. Det dröjde dock inte länge, innan han märkte kungens plan på att så småningom alltmer tränga tillbaka rådkammaren och låta den ersättas av hemliga konseljer, där gunstlingar och smickrare förde första ordet. Därför skyndade han att redan den 13 juni 1787 begära sitt avsked. De Geer, som åtnjöt allmän aktning för sitt redbara och självständiga väsen, drog sig härmed tillbaka till det enskilda livets lugn.

### Egendom
De Geer ägde Frötuna i Rasbo socken.

### Familj
De Geer gifte sig 19 juli 1779  på Vittskövle i Vittskövle socken med grevinnan Charlotta Fredrika von Fersen, dotter till en av rikets herrar, överhovjägmästaren greve Carl Reinhold von Fersen och friherrinnan Charlotta Fredrika Sparre. De fick tillsammans barnen Catharina Charlotta De Geer (1780–1831) som var gift med konteramiralen och landshövdingen friherre Fredrik Georg Strömfelt och kabinettskammarherren greve lars Fredrik Cronhielm af Flosta, Jacquette Elisabet De Geer (1782–1801), fänriken Carl Anton De Geer (1784–1785), kammarherren Emanuel De Geer, Hedvig Ulrika Eleonora De Geer (1788–1793), Ebba Augusta Sofia De Geer (1790–1822) som var gift med generalmajoren friherre Carl Bunge och en av rikets herrar, generallöjtnanten greve Carl Axel Löwenhielm och Eva Fredrika De Geer (1791–1793).